# Calamagrostis parviseta
Calamagrostis parviseta är en gräsart som först beskrevs av Joyce Winifred Vickery, och fick sitt nu gällande namn av John Raymond Reeder. Calamagrostis parviseta ingår i släktet rör, och familjen gräs. Inga underarter finns listade i Catalogue of Life.